# Frank Steunenberg
Frank Steunenberg (8 de agosto de 1861 - 30 de dezembro de 1905) foi o quarto governador do Estado de Idaho, servindo de 1897 até 1901. Ele foi assassinado em 1905 pelo ex-membro do sindicato Harry Orchard, que também era um informante pago para a Associação de Proprietários de Minas de Cripple Creek. Orchard tentou implicar líderes da radical Federação Ocidental de Mineiros no assassinato. Os líderes trabalhistas foram considerados inocentes em dois julgamentos, mas Orchard passou o resto de sua vida na prisão.